# Groupe Iauko
Le groupe Iauko est un parti politique au Vanuatu.

## Histoire
Le parti est créé par Harry Iauko après avoir quitté le Vanua'aku Pati avant les élections générales de 2012. Le parti nomme six candidats, remportant trois des 52 sièges du Parlement, Tony Nari à la Pentecôte, Hosea Nevu à Santo et Iauko à Tanna. Iauko meurt en décembre 2012, mais l'élection partielle qui suit est remportée par son fils Pascal Iauko. Cependant, il perd son siège au Parlement en 2015 après avoir été reconnu coupable de corruption.
En octobre 2013, le groupe Iauko, sous la direction de Tony Nari, fusionne avec le Vanua'aku Pati et rejoint la majorité parlementaire du Premier ministre Carcasses.  
Cependant, le parti est relancé pour les élections de 2016 avec de nouveaux membres. Aux élections législatives de 2016, le parti présente huit candidats, remportant quatre sièges, Nevu est réélu à Santo, Marc Ati a été élu à Luganville, Jay Ngwele à Ambae et Kalo Pakoa Songi Lano à Tongoa. En mai 2016, tous les parlementaires du parti font défection, rejoignant d'autres formations politiques. Plus aucun représentant ne siège donc au Parlement sous l'étiquette du groupe Iauko, mais le parti continue d'exister. 
Le parti obtient de bons résultats aux élections municipales de Luganville en 2023, remportant quatre sièges pour 10 candidats présentés. Sont élus Toares Hilton Joshua, Tura Elizabeth, Yoni Sami et Mavutu.